# Юн Дончжу
Юн Дончжу (кор. 윤동주; 30 грудня 1917, Лунцзін, Беянський уряд — 16 лютого 1945) — корейський поет, автор ліричних віршів, а також «поезії опору».

## Біографія
Народився у прикордонному повіті Яньцзі у китайській провінції Гірін. Був найстаршим з чотирьох дітей Юн Йонсока та Кім Ен. 1932 року вступив до місцевої середньої школи, а потім поїхав до Кореї, де 1936 року продовжив навчання в середній школі Пхеньяну. Після закриття школи, того ж року повернувся до Яньцзі і вступив до Кванменського інституту. 27 грудня 1941 року, у 23 роки, закінчив технічну школу Йонсе (нині — Університет Йонсе. До цього часу він уже кілька років писав вірші та підібрав 19 віршів для публікації у збірці, яку назвав «Небо, вітер, зорі та вірші» (кор. 하늘과 바람과 별과 시). Однак книга так і не вийшла.
1942 року поїхав до Японії і вступив на факультет англійської літератури Університету Ріккіо в Токіо. Через пів року перейшов до Університету Досіся в Кіото. 14 липня 1943 року японська поліція затримала Юн Дончжу за вільнодумство та відправила до поліційного відділку Камогава в Кіото. Наступного року Кіотський обласний суд засудив його до двох років ув'язнення за звинуваченням у співучасті в корейському русі за незалежність. Перебував в ув'язнені у префектурі Фукуока, де помер у лютому 1945 року.
Вірші Юн Дончжу вийшли друком тільки 1948 року, коли три збірки рукописних листів були опубліковані під загальною назвою «Небо, вітер, зорі та поезія». З появою цієї книги Юн Дончжу визнали поетом опору пізнього періоду окупації.
У листопаді 1968 року Університет Йонсе за участю ще кількох організацій заснував фонд, кошти якого були призначені для Поетичної премії Юн Дончжу.

## Твори
Інститут перекладу корейської літератури так схарактеризував внесок Юн Дончжу у корейську культуру:
Поезію Юн Дончжу відрізняють дитяче сприйняття світу, гіркоту від усвідомлення втрати батьківщини та незвичайне почуття провини за вчинки інших людей, пов'язане з неможливістю вести розважливе життя під час похмурих соціальних реалій. «Життя і смерть» є віршем, що характеризує творчість поета в період його літературного становлення, з 1934 по 1936 роки. Він описує конфлікт між життям і смертю, або світлом і темрявою, але поетична структура цього твору достатньо незріла. З 1937 року, однак, його вірші наповнюють безжальний самоаналіз і занепокоєння про темні реалії часу. Вірші у період досягають ясного літературного результату у сенсі відображення внутрішнього світу автора і визнання їм націоналістичних реалій, усвідомлених власним досвідом. Зокрема, у них відчувається сталевий дух, який намагається перебороти страх, самотність та розпач і подолати сучасні реалії через надію та мужність.

## «Небо, вітер, зорі та вірші»
У січні 1948 року видавництво Jeongeumsa випустило збірку «Небо, вітер, зорі та вірші», до якої увійшов 31 вірш Юн Дончжу. Передмову до видання написав поет Чон Чжіон, який особисто знав Юн Дончжу. 1976 року родичі Юн Дончжу зібрали й інші вірші, які увійшли до третього видання книги. Третє видання зі 116 віршами вважається найповнішим зібранням творів Юн Дончжу.
1986 року за результатами опитування, Юн Дончжу названий найпопулярнішим поетом серед корейської молоді, його популярність зберігається і донині.

## У культурі
Роман Лі Чжонмена «Розслідування» названо «гімном творчості» Юн Дончжу. 2007 року вір Дончжу цитувався у 13 серії дорами «Мене звуть Сем».
2011 року Сеульська театральна трупа поставила біографічний мюзикл «Юн Донджу — досягнути неможливого».
У лютому 2016 року вийшов фільм «Донджу: Портрет поета». Він розповідає про життя Юн Дончжу та Сон Монгю за часів японської колонізації. У фільмі поета зіграв Кан Ха Ниль.